# Gällivare Sportklubb
Gällivare Sportklubb bedriver verksamhet inom alpin skidsport, friidrott, fotboll och brottning. Fram till mitten av 1970-talet bedrevs även verksamhet inom ishockey. Klubben har under senare år varit framgångsrik när det gäller dambrottning; flera medaljer har erövrats i såväl nationella som internationella mästerskap. 
Efter många års diskussioner slogs representationslaget i fotboll ihop med Malmbergets Allmänna Idrottsförening (MAIF) och tog namnet Gällivare-Malmbergets Fotbollsförening (GMFF); laget är numera nedlagt. Ungdomsverksamheten bedrivs dock fortfarande under respektive klubbnamn.
Gällivare Sportklubb driver också campingplatsen i Gällivare.